# 천-사이먼스 형식
미분위상수학에서 천-사이먼스 형식([陳]-Simons型式, 영어: Chern–Simons form)은 리 대수 값 미분형식에 대해 곡률 특성 형식(curvature characteristic form)을 자명화시키는 미분형식이다. 이차 특성류 가운데 하나로 볼 수도 있다. 1974년 천싱선과 제임스 해리스 사이먼스가 정의하였다. 특수한 경우로서 G-주다발과 접속이 주어진 홀수 차원 매끄러운 다양체에서 정의하기도 한다.

## 정의

### 천-사이먼스 원소
다음이 주어졌다고 하자.
- 유한 차원 실수 리 대수 {\displaystyle {\mathfrak {g}}}
- {\displaystyle {\mathfrak {g}}}의 {\displaystyle n}차 불변 다항식 {\displaystyle p\in \operatorname {Sym} ({\mathfrak {g}}^{*})}

그렇다면, {\displaystyle {\mathfrak {g}}}로 구성되는 베유 대수 {\displaystyle \operatorname {W} ({\mathfrak {g}})}를 정의할 수 있다. 이는 가환 미분 등급 대수이다. 또한, 불변 다항식의 공간 {\displaystyle \operatorname {inv} ({\mathfrak {g}})}은 자연스럽게 베유 대수의 부분 공간으로 간주될 수 있다.
{\displaystyle \operatorname {inv} ({\mathfrak {g}})\to \operatorname {W} ({\mathfrak {g}})\to \operatorname {CE} ({\mathfrak {g}})}
이제, {\displaystyle p\in \operatorname {inv} ({\mathfrak {g}})}의 원소는 베유 대수 {\displaystyle \operatorname {W} ({\mathfrak {g}})} 속에서 항상 닫힌 원소이며, 베유 대수의 코호몰로지는 (정의에 따라) 자명하다. 따라서,
{\displaystyle \mathrm {d} {\mathsf {c}}=p}
가 되는 {\displaystyle 2n-1}차 원소
{\displaystyle {\mathsf {c}}\in \operatorname {W} ^{2n-1}({\mathfrak {g}})}
를 찾을 수 있다. 이를 {\displaystyle p}의 천-사이먼스 원소(영어: Chern–Simons element)라고 한다.
이과 같은 구성은 임의의 L∞-대수에 대하여 그대로 일반화된다.

### 리 대수 값 미분 형식의 천-사이먼스 형식
다음이 주어졌다고 하자.
- 매끄러운 다양체 {\displaystyle M}
- 유한 차원 실수 리 대수 {\displaystyle {\mathfrak {g}}}
- {\displaystyle {\mathfrak {g}}}값의 1차 미분 형식 {\displaystyle A\in \Omega ^{1}(P;{\mathfrak {g}})}

그렇다면, {\displaystyle A}는 가환 미분 등급 대수의 준동형
{\displaystyle {\mathsf {A}}\colon \operatorname {W} ({\mathfrak {g}})\to \operatorname {\Omega } (M)}
과 같은 데이터를 갖는다. 구체적으로, {\displaystyle {\mathfrak {g}}}의 기저를 {\displaystyle (t_{i})_{i\in I}}라고 하고, {\displaystyle \operatorname {W} ({\mathfrak {g}})}의, 이에 대응하는 등급 1의 생성원을 {\displaystyle (t^{i})_{i\in I}\subseteq \operatorname {W} ({\mathfrak {g}})}라고 할 때, 미분 등급 대수 준동형 {\displaystyle {\mathsf {A}}}에 대응하는 1차 미분 형식은
{\displaystyle A=t_{i}{\mathsf {A}}(t^{i})\in \operatorname {\Omega } ^{1}(M;{\mathfrak {g}})}
이다.
이에 따라서, {\displaystyle {\mathfrak {g}}}의 {\displaystyle n}차 불변 다항식 {\displaystyle p}에 대한 {\displaystyle \operatorname {W} ({\mathfrak {g}})} 속의 대수적 천-사이먼스 원소
{\displaystyle {\mathsf {c}}\in \operatorname {W} ^{2n-1}({\mathfrak {g}})}
에 대하여, 그 상
{\displaystyle \operatorname {CS} (A,p)={\mathsf {A}}({\mathsf {c}})\in \operatorname {\Omega } ^{2n-1}(M)}
은 {\displaystyle M} 위의 {\displaystyle 2n-1}차 미분 형식을 이룬다. 즉, 이는
{\displaystyle \mathrm {d} \operatorname {CS} (A,p)=p(A)}
를 만족시킨다.

### 주접속의 천-사이먼스 형식
다음이 주어졌다고 하자.
- 매끄러운 다양체 {\displaystyle M}
- 리 군 {\displaystyle G} 및 그 리 대수 {\displaystyle {\mathfrak {g}}}
- {\displaystyle G}-주다발 {\displaystyle G\hookrightarrow P\twoheadrightarrow M}
- {\displaystyle P} 위의 주접속 {\displaystyle A\in \Omega ^{1}(P;{\mathfrak {g}})}

그렇다면, {\displaystyle P}의 주접속의 공간은 {\displaystyle \operatorname {\Omega } ^{1}(M;{\mathfrak {g}})}에 대한 아핀 공간이지만, 이는 표준적인 원점을 갖지 않는다.
원점을 고르는 것은 주접속 {\displaystyle P}의 임의의 자명화 및 각 자명화의 단면을 선택하는 것에 해당한다. 즉, 충분히 섬세한 열린 덮개 {\displaystyle (U_{\beta })_{\beta \in B}} 및 미분 동형 {\displaystyle U_{\beta }\times G\to (P\upharpoonright U_{\beta })}들을 고르면, 주접속 {\displaystyle A}는 덮개의 각 원소 위의 {\displaystyle {\mathfrak {g}}}값 1차 미분 형식들의 모임
{\displaystyle A\upharpoonright U_{\beta }\in \operatorname {\Omega } ^{1}(U;{\mathfrak {g}})}
의 데이터로 주어진다. 이에 따라, 선택한 불변 다항식 {\displaystyle p\in \operatorname {inv} ({\mathfrak {g}})}에 대한 각 조각별 천-사이먼스 형식들을 정의하여 짜깁기하여 {\displaystyle M} 전체에 정의된 미분 형식
{\displaystyle \omega _{2n-1}\in \operatorname {\Omega } ^{2n-1}(M)}
을 얻을 수 있다.
이렇게 하여 얻은 미분 형식은 {\displaystyle p}가 게이지 불변이므로 무한소 게이지 변환(즉, 항등 함수와 호모토픽한 게이지 변환 {\displaystyle \in \operatorname {Aut} (P)={\mathcal {C}}^{\infty }(M,G)})에 대하여 자동적으로 게이지 불변이다. 그러나 이는 일반적으로 큰 게이지 변환(즉, {\displaystyle \operatorname {Aut} (P)={\mathcal {C}}^{\infty }(M,G)}의 자명하지 않은 연결 성분)에 대하여 불변이지 않다. 즉, 이는 일반적으로 대역적으로 잘 정의되지 않는다.
다만, 만약 (예를 들어) {\displaystyle M}이 {\displaystyle 2n-1}차원 매끄러운 다양체라면, 그 적분
{\displaystyle S_{\operatorname {CS} }=\int _{M}\omega _{2n-1}\in \mathbb {R} }
을 생각할 수 있다. 이 경우, 큰 게이지 변환의 군
{\displaystyle \pi _{0}({\mathcal {C}}^{\infty }(M,G))}
은 이 값 위에 작용하게 된다. 만약 {\displaystyle \pi _{0}({\mathcal {C}}^{\infty }(M,G))}의 작용이
{\displaystyle S_{\operatorname {CS} }\mapsto S_{\operatorname {CS} }+(\Delta S_{\operatorname {CS} })\mathbb {Z} }
의 꼴이라면, 이 경우
{\displaystyle \exp(2\pi \mathrm {i} S_{\operatorname {CS} })\in \operatorname {U} (1)}
는 잘 정의된다. 이와 같은 구성은 이론물리학에서 천-사이먼스 이론의 정의에 사용되며, 큰 게이지 변환의 작용은 물리학적으로 천-사이먼스 이론의 전위(영어: level)의 양자화로 귀결된다.

## 성질
매끄러운 다양체 {\displaystyle M} 위의 평탄 주접속 {\displaystyle A}의 (임의의 불변 다항식)에 대한) 천-사이먼스 형식은 (정의에 따라) 닫힌 미분 형식이다. 마찬가지로, {\displaystyle n}차 불변 다항식 {\displaystyle p}에 대하여, 만약
{\displaystyle \dim M=2n-1}
이라면, 천-사이먼스 형식은 최고차이므로 닫힌 미분 형식이다. 이와 같은 경우, 천-사이먼스 형식은 실수 계수 코호몰로지류를 정의한다.

## 예
가장 자주 사용되는 천-사이먼스 형식은 다음과 같다.
리 대수 {\displaystyle {\mathfrak {g}}}의 유한 차원 표현
{\displaystyle \rho \colon {\mathfrak {g}}\to {\mathfrak {gl}}(N;\mathbb {R} )}
이 주어졌을 때,
{\displaystyle p_{n}(x^{i})=\operatorname {tr} \left(\left(\sum _{i}x^{i}\rho (t_{i})\right)^{n}\right)}
는 대각합의 순환성에 의하여 항상 {\displaystyle 2n}차 불변 다항식이다.
따라서, 이에 대한 {\displaystyle 2n-1}차 천-사이먼스 형식 {\displaystyle \omega _{2n-1}}을 정의할 수 있다. 즉,
{\displaystyle \omega _{2n-1}=\operatorname {tr} (\rho (F)^{n})}
이 된다. 여기서 {\displaystyle \rho (F)^{n}}이란 {\displaystyle \rho }를 사용하여 {\displaystyle t_{i}{\mathsf {A}}(\delta t^{i})=F\in \operatorname {\Omega } ^{2}(M;{\mathfrak {g}})}를 2차 미분 형식의 {\displaystyle N\times N} 정사각 행렬로 간주한 뒤, 행렬 곱셈과 미분 형식 쐐기곱을 합성한 연산에 대한 제곱이다.
만약 {\displaystyle {\mathfrak {g}}={\mathfrak {u}}(n)}일 때, {\displaystyle \omega _{1},\omega _{3},\dotsc ,\omega _{2n-1}}들은 {\displaystyle {\mathfrak {u}}(n)}의 {\displaystyle n}개 불변 다항식에 각각 대응한다. (만약 {\displaystyle {\mathfrak {g}}={\mathfrak {su}}(n)}일 경우, {\displaystyle \omega _{1}=0}이 된다.)
이러한 7차 이하의 천-사이먼스 형식들은 다음과 같다.
{\displaystyle \omega _{1}=\operatorname {tr} A}
{\displaystyle \omega _{3}=\operatorname {tr} \left(F\wedge A-{\frac {1}{3}}A\wedge A\wedge A\right)}
{\displaystyle \omega _{5}=\operatorname {tr} \left(F\wedge F\wedge A-{\frac {1}{2}}F\wedge A\wedge A\wedge A+{\frac {1}{10}}A\wedge A\wedge A\wedge A\wedge A\right)}
{\displaystyle \omega _{7}=\operatorname {tr} \left({\frac {4}{7}}A\wedge A\wedge A\wedge A\wedge A\wedge A\wedge A+2dA\wedge A\wedge A\wedge A\wedge A\wedge A+{\frac {8}{3}}dA\wedge dA\wedge A\wedge A\wedge A+{\frac {4}{3}}dA\wedge A\wedge dA\wedge A\wedge A+dA\wedge dA\wedge dA\wedge A\right)}
이러한 식에서, {\displaystyle \wedge }는 사실 (리 대수의 표현을 사용하여) 미분 형식의 정사각 행렬로 간주한 것들의 행렬곱이다. 즉, 리 대수의 지표는 (정사각 행렬로 표현하여) 행렬곱을 취하고, 행렬의 각 성분인 미분 형식은 쐐기곱을 취하는 것이다.

### 천-사이먼스 형식의 계산
이러한 꼴의 불변 다항식에 대한 천-사이먼스 형식은 다음과 같이 대수적으로 모형화될 수 있다.
하나의 등급 1의 생성원 {\displaystyle {\mathsf {a}}}로 생성되는 유리수 계수 자유 미분 대수
{\displaystyle {\mathcal {A}}=\mathbb {Q} \langle {\mathsf {a}},\mathrm {d} {\mathsf {a}}\rangle }
를 생각하자. 이는 등급 가환 법칙을 따르지 않지만, 미분 연산 {\displaystyle \mathrm {d} }는 멱영 연산이며 {\displaystyle {\mathsf {a}}}에 대한 곱셈과 등급 가환한다. 즉,
{\displaystyle \mathrm {d} ^{2}\mathrm {a} =0}
{\displaystyle \mathrm {d} \colon {\mathsf {a}}p\mapsto (\mathrm {d} {\mathsf {a}})p-{\mathsf {a}}(\mathrm {d} p)\qquad \forall p\in A}
{\displaystyle \mathrm {d} \colon (\mathrm {d} {\mathsf {a}})p\mapsto (\mathrm {d} {\mathsf {a}})(\mathrm {d} p)\qquad \forall p\in A}
이다.
이제, 다음과 같은 꼴의 항들로 생성되는 부분 벡터 공간을 생각하자.
{\displaystyle V=\operatorname {Span} _{\mathbb {Q} }\left\{pq-(-)^{\deg p\deg q}qp\colon p,q\in {\mathcal {A}}\right\}\subsetneq {\mathcal {A}}}
(이는 대각합의 순환성에 의하여 대각합을 취하면 0이 되는 항들의 공간이며, 특히 아이디얼이 아니다. 예를 들어, {\displaystyle {\mathsf {a}}^{2}\in V}이지만 {\displaystyle {\mathsf {a}}^{3}\not \in V}이다.) 그렇다면, 임의의 양의 정수 {\displaystyle k\in \mathbb {Z} ^{+}}에 대하여,
{\displaystyle \mathrm {d} {\mathsf {w}}_{2k-1}-(\mathrm {d} {\mathsf {a}}+{\mathsf {a}}^{2})^{k}\in V}
가 되는 원소 {\displaystyle {\mathsf {w}}_{2k-1}\in {\mathcal {A}}}가 존재함을 보일 수 있으며, 그 동치류 {\displaystyle {\mathsf {w}}_{2k-1}+V\in {\mathcal {A}}/V}는 유일하다. 이것이 {\displaystyle 2n-1}차 천-사이먼스 형식이 된다.
특히, 천-사이먼스 형식을 계산할 때,
{\displaystyle {\mathsf {a}}^{2k}\in V}
이라는 사실이 자주 사용된다.
이를 통해, 처음 몇 개의 천-사이먼스 형식을 다음과 같이 계산할 수 있다. 여기서 편의상 {\displaystyle {\mathsf {f}}=\mathrm {d} {\mathsf {a}}+{\mathsf {a}}^{2}}이며, “대각합” {\displaystyle \operatorname {tr} (-)}은 {\displaystyle {\mathcal {A}}/V}로 동치류를 취하는 것이다.

## 역사
천싱선과 제임스 해리스 사이먼스가 1974년에 도입하였다. 천싱선과 사이먼스는 리만 다양체의 폰트랴긴 특성류를 조합론적으로 계산하려고 하였는데, 이러한 공식의 존재에 대한 방해물로 천-사이먼스 형식을 발견하였다.

## 물리학에 응용
1978년 러시아 수리물리학자 알베르트 시바르츠는 천-사이먼스 형식을 이용하여 3차원 위상 양자장론 가운데 하나인 천-사이먼스 이론을 최초로 발견하였다. 이는 3차원 양자중력과도 연결되며 분수 양자 홀 효과를 설명하기도 한다. 또한 양-밀스 이론과도 연결되어 topologically massive Yang-Mills theory같은 물리학 이론을 만든다.

## 같이 보기
- 천-베유 준동형
- 위상 양자장론
- 존스 다항식